# Raffaele Crespi
Pour les articles homonymes, voir Crespi.
Raffaele Crespi, (actif 1537 - ?)  est un peintre italien de la Haute Renaissance appartenant à l'école lombarde.

## Biographie
Raffaele Crespi est le père et le maître de Giovanni Battista Crespi et de Ortensio (1578-1631).

## Œuvres
- Adoration des Rois Mages et Adoration des Bergers (1542),

(avec Giovan Battista della Cerva), Sanctuaire Santa Maria in Piazza, Busto Arsizio.

## Sources
- x